# Happy the Man
Happy the Man je americká progresivní rocková skupina, založená v roce 1973. Původní členové skupiny byli Stanley Whitaker (kytara, zpěv), Rick Kennell (baskytara), Frank Wyatt (klávesy, flétna, saxofon), Mike Beck (bicí) a David Bach (klávesy). Skupina se rozpadla v roce 1979. V roce 2000 byla obnovena a na místě klávesisty se objevil David Rosenthal, který již dříve spolupracoval s mnoha hudebníky, mezi které patří i skupina Rainbow.

## Diskografie
- 1977: Happy the Man
- 1978: Crafty Hands
- 1983: 3rd - Better Late... (nahráno v roce 1973)
- 1989: Retrospective (kompilace)
- 1990: Beginnings (nahráno 1977)
- 1999: Death's Crown (nahráno 1974 a 1976)
- 2004: The Muse Awakens